# 外阴上皮内瘤变
外阴上皮内瘤变（英語：Vulvar intraepithelial neoplasia, VIN）是外阴癌的癌前病变，是一组外阴疾病的统称，包括外阴上皮不典型增生和原位癌。外阴上皮内瘤变不是癌症，在一些妇女体内也存在未经治疗而自愈；但一些严重案例中，瘤变也会加剧并成为癌前病变。

## 分类
对于外阴上皮内瘤变的定义始终存有争议。1989年，国际外阴疾病研究会与国际妇科病理学家协会（International Society of Gynecological Pathologists, ISGYP）对外阴疾病进行了分类，分为：
- 外阴上皮内非瘤样病变：
  - 外阴硬化性苔癣（英语：Lichen sclerosus）
  - 鳞状上皮增生（英语：Squamous hyperplasia）
  - 其他皮肤疾病
- 混合肿瘤及非肿瘤病变
- 上皮内瘤变（英语：Intraepithelial neoplasia）
  - 外阴鳞状上皮内瘤变 (VIN)
    - VIN I，瘤变一期（轻度不典型增生）
    - VIN II，瘤变二期（中度不典型增生）
    - VIN III，瘤变三期（重度不典型增生，包括原位癌）

  - 非鳞状上皮内瘤
    - 乳房外柏哲德氏病
    - 非侵袭性黑色素瘤
- 侵袭性疾病（外阴癌）

## 病因
引起外阴上皮内瘤变的原因并未精确明了。一些研究表明引发此疾病的因素包括：
- 人乳头瘤病毒[3]
- 单纯疱疹病毒二型
- 吸烟
- 免疫抑制（免疫功能低下）
- 外阴慢性皮肤病
- 外阴硬化性苔癣等条件

## 诊断

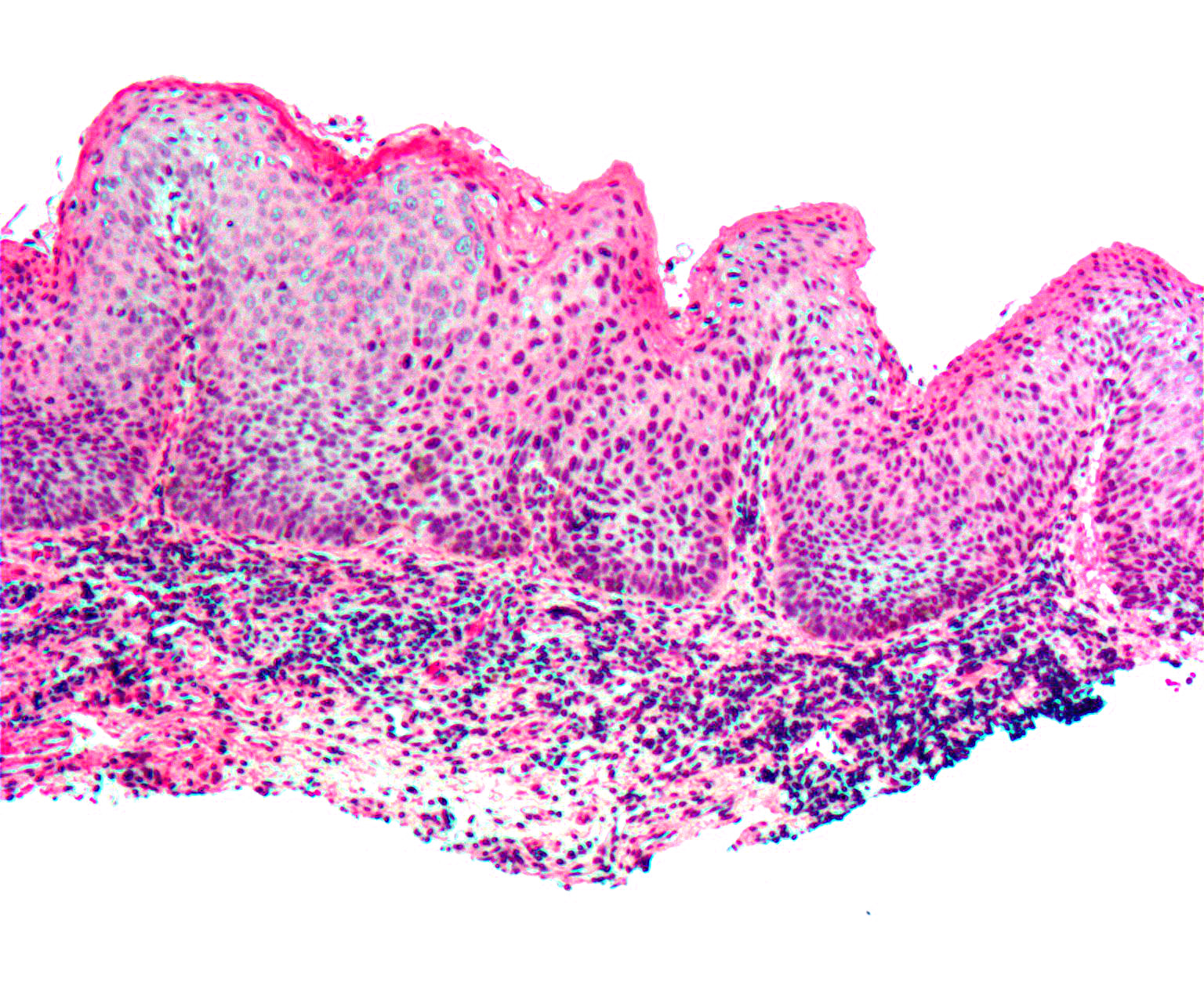
显微镜下的外阴上皮内瘤变三期

外阴上皮内瘤变的诊断标准与宫颈上皮内瘤变（CIN）的诊断类似，是以细胞非典型增生的程度及范围为依据，分为轻、中、重三期。在VIN三期患者中有20%至40%伴有阴道或宫颈的异形增生或癌。
患有VIN的发生率较低，约为千分之二，多见于40至60岁妇女。病人通常没有症状感觉，或者仅仅是瘙痒、发烧或疼痛等非特异性症状。诊断需要对外阴进行仔细检查，比如切片检查法。常见有色素沉淀和白斑，略隆起于皮肤、黏膜表面。皮肤表面呈白色、灰色、深棕色、赤褐色等，黏膜上呈粉红色或红色疹斑，病变分布有单个或多发等。
VIN一些会伴发宫颈上皮内瘤变，伴有会阴、肛周的上皮内瘤变的VIN称之为“多灶性上皮内瘤样病变”，年轻妇女常为多发病灶。

## 治疗
对外阴上皮内瘤变的治疗以手术切除为主（甚至外阴切除术），其次是激光治疗（包括二氧化碳激光气化和二氧化碳激光切除术）。其主要取决于病变范围、程度、病灶位置等。VIN一期可以采用药物和激光治疗；VIN二期可局部病灶切除；VIN三期的年轻患者进行扩大局部切除，老年患者可进行外阴单纯切除。